# General Electric GE90
General Electric GE90 là một gia đình động cơ phản lực  được xây dựng bởi GE Aviation dành cho Boeing 777, với xếp hạng lực đẩy từ 74.000 đến 115.000 lbf (330-510 kN). Nó được đưa vào phục vụ cho British Airways vào tháng năm 1995. Đây là một trong ba lựa chọn cho phiên bản 777-200, -200ER, và -300, và các động cơ độc quyền của -200LR, -300ER, và 777F.
GE90-115B là động cơ phản lực mạnh nhất và lớn nhất thế giới từng được chế tạo. [3] Nó đã tích lũy được hơn 8.000.000 chu kỳ và 50 triệu giờ bay trong vòng 20 năm. [ 4]

## Thiết kế và phát triển [ sửa nguồn ]
Các động cơ GE90 được ra mắt vào năm 1990. [5] Được phát triển từ những năm 1970, máy nén áp suất cao 10- giai đoạn phát triển tỷ lệ 23: 1 (một kỷ lục công nghiệp) và được chia thành 2 giai đoạn: không khí -cooled, HP tuabin. A 3 giai đoạn nén trung áp, nằm trực tiếp phía sau quạt, lõi supercharges. Các lá cánh 6-giai đoạn áp turbin thấp. GE Aviation đã hợp tác với Snecma (Pháp), IHI (Nhật Bản) và Avio (Italy) cho chương trình. [ Cần dẫn nguồn ]
Đối với thế hệ tiếp theo 777 phiên bản tầm xa Boeing (sau này được đặt tên 777-200LR và 777-300ER), lực đẩy lớn hơn là cần thiết để đáp ứng các chi tiết kỹ thuật. GE đã tìm kiếm và nhận được tình trạng nhà cung cấp động cơ duy nhất với các biến thể động cơ lực đẩy cao hơn cho 777-200LR, -300ER, và 777F. Các biến thể-lực đẩy cao hơn, GE90-110B1 và -115B, có một kiến trúc khác nhau từ các phiên bản trước đó GE90, với một giai đoạn lấy ra từ máy nén HP và một giai đoạn tăng thêm ngoài số nén IP. Một sự gia tăng ròng trong dòng chảy lõi đã đạt được. General Electric thực hiện một bài tập tái dàn dựng tương tự khi họ nâng cấp các CF6 từ -6 đến-lực đẩy cao hơn -50. Tuy nhiên, con đường tăng trưởng lực đẩy này là tốn kém, vì tất cả các thành phần hạ lưu (ví dụ như tuabin) phải lớn hơn cho công suất lưu lượng. Các fan hâm mộ là một, đơn vị có đường kính lớn cao cấp được làm từ vật liệu composite và là sản xuất động cơ đầu tiên có cánh quạt quét. [6] [7]
GE90-115B đủ mạnh để hoạt động thử nghiệm trên Boeing 747 về sức mạnh của nó, một thuộc tính được chứng minh trong một chuyến bay thử nghiệm. [8] [9]

## Lịch sử hoạt động [ sửa nguồn ]
Là một trong ba động cơ có sẵn cho Boeing 777, GE90 có thể xử lý các tuyến bay xuyên đại dương, Pratt & Whitney và Rolls-Royce đã sửa đổi của động cơ hiện có. [10]
Việc đầu tiên General Electric-powered Boeing 777 được giao cho British Airways vào tháng 12 năm 1995; [11] Máy bay, với hai GE90-77Bs, đi vào phục vụ năm ngày sau đó. [12] dịch vụ ban đầu đã bị ảnh hưởng bởi hộp số mối quan tâm mang mặc, khiến hãng phải tạm thời rút hạm đội 777 từ xuyên dịch vụ vào năm 1997. [12] máy bay British Airways trở lại dịch vụ đầy đủ một năm sau đó. [13] Vấn đề với phát triển GE90 và thử nghiệm gây ra sự chậm trễ trong quản lý hàng không liên bang cấp giấy chứng nhận. Ngoài ra tăng sản lượng của GE90 vẫn chưa được đưa vào sử dụng bởi các hãng hàng không và nó cũng là lựa chọn động cơ nặng nhất, làm cho nó sự lựa chọn phổ biến nhất là trong khi Rolls-Royce nắm giữ vị trí hàng đầu. British Airways sớm thay thế các GE90 với động cơ Rolls-Royce trên 777 của họ. [14] [15]
Chiếc Boeing 777 trang bị GE90 đã bay được tầm xa lớn của máy bay thân rộng bán chạy nhất trong năm 2000.[16] Các -94B cho -200ER đang được trang bị thêm [17] và FAA phê chuẩn các thành phần 3D-in. [18]
GE90 là động cơ lớn nhất trong lịch sử hàng không, đường kính lá cánh là 123 (312 cm). Biến thể lớn nhất, GE90-115B, có đường kính quạt 128 (325 cm). Động cơ GE90 chỉ có thể chuyên chở dưới dạng lắp ráp bằng máy bay chở hàng outsize như Antonov An-124. Nếu quạt được lấy từ cốt lõi, sau đó các công cụ có thể được vận chuyển trên một chuyên cơ vận tải 747. [19]

### Hồ sơ [ chỉnh sửa mã nguồn ]
Vào tháng 10 năm 2003, một máy bay Boeing 777-300ER phá kỷ lục etops bằng việc có thể bay liên tục 5 giờ 30 phút với một động cơ ngừng hoạt động. [20] Các máy bay với động cơ GE90-115B, đã bay từ Seattle đến Đài Loan như một phần của chương trình chứng nhận etops.
Theo Sách kỷ lục Guinness, ở lực đẩy 127.900 lbf (569 kN), động cơ giữ kỷ lục cho các lực đẩy cao nhất (mặc dù đánh giá ở mức 115.300 lbf (513 kN)). Kỷ lục lực đẩy này được thực hiện vô tình trong 1 thử nghiệm động cơ. Một hợp kim thép mới, GE1014 được tạo ra và sau đó gia công để dung sai cực. [21] Các kỷ lục mới đã được thiết lập trong quá trình thử nghiệm của một động cơ GE90-115B tại Peebles Kiểm tra hoạt động của GE Aviations ', đó là một thử nghiệm phức tạp ngoài trời bên ngoài Peebles, Ohio. Nó làm lu mờ kỷ lục thế giới Guinness trước đó của động cơ có lực đẩy 122.965 lbf (546,98 kN). [22]
Vào ngày 10 Tháng 11 năm 2005, GE90 bước vào kỷ lục Guinness World Records lần thứ hai. GE90-110B1 của 777-200LR trong chuyến bay dài nhất thế giới bởi một máy bay thương mại, mặc dù đã có không có hành khách trên chuyến bay, chỉ có các nhà báo và khách mời. 777-200LR bay 13.422 dặm (21.601 km) trong 22 giờ, 42 phút, bay từ Hồng Kông đến London "đường dài". Trên Thái Bình Dương, qua lục địa Mỹ, sau đó qua Đại Tây Dương đến London [23]

### Đủ điều kiện bay Chỉ thị [ chỉnh sửa mã nguồn ]
FAA ban hành Chỉ thị đủ điều kiện bay (AD) vào 16 tháng 5 năm 2013 và gửi cho chủ sở hữu và điều hành của động cơ phản lực General Electric GE90-110B1 và GE90-115B.AD khẩn cấp này được thúc đẩy bởi các báo cáo của hai thất bại của hội đồng chuyển hộp số (TGBs) mà kết quả trên máy bay tắt máy (IFSDs). Điều tra tiết lộ rằng những thất bại là do TGB thiết radial nứt và chia ly. Thanh tra tiếp tục tìm thấy hai bánh răng xuyên bổ sung với các vết nứt. Tình trạng này, nếu không điều chỉnh, có thể dẫn đến IFSDs thêm một hoặc nhiều động cơ, mất kiểm soát lực đẩy, và thiệt hại cho các máy bay. Các đủ điều kiện bay Chỉ thị yêu cầu tuân thủ các biện pháp khắc phục hậu quả trong thời hạn năm ngày kể từ ngày nhận được AD. [24]

### Sự cố [ chỉnh sửa mã nguồn ]
Vào ngày 28 tháng 5 năm 2012, Air Canada 777 cất cánh từ Toronto trên đường tới Nhật Bản, một động cơ GE90-115B đã bị hỏng ở độ cao 1.500 feet (460 m) và trở về an toàn. Mảnh vỡ động cơ đã được tìm thấy trên mặt đất. [25] [26]
Ngày 08 tháng 9 năm 2015, một động cơ GE90-85B của 1 máy bay Boeing 777-236ER số hiệu 2276 của British Airways, đã bị hỏng khi đang cất cánh[27] dẫn đến hỏa hoạn. NTSB và FAA đã bắt đầu điều tra để xác định nguyên nhân của vụ việc. [28]
Vào ngày 27 tháng 6 năm 2016, một GE90-115B powering của một chiếc Boeing 777-300ER, trên Singapore Airlines Flight 368, nhận được một cảnh báo dầu động cơ bị rò rỉ trong quá trình bay và trở về sân bay Changi Singapore và động cơ bốc cháy, dẫn đến thiệt hại cho các động cơ và cánh. [29] [ quan trọng? ]

## Các biến thể [ sửa nguồn ]
GE90-76B
Đánh giá ở 76.000 pound ibf (340 kN)
GE90-77B
Đánh giá ở 77.000 pound ibf 340 kN)
GE90-85B
Đánh giá ở 85.000 pound ibf (380 kN)
GE90-90B
Đánh giá ở 90.000 pound ibf (400 kN)
GE90-92B
Đánh giá ở 92.000 pound ibf (410 kN)
GE90-94B
Đánh giá ở 93.700 pound ibf (417 kN)
GE90-110B1
Đánh giá ở 110.100 pound ibf (490 kN)
GE90-115B
Đánh giá ở 115.300 pound ibf (513 kN)

## Thông số kỹ thuật [ sửa nguồn ]

### GE90-94B [ chỉnh sửa mã nguồn ]

#### Đặc điểm chung
- Loại: trục dòng chảy, twin-trục, bắc cầu động cơ phản lực cơ
- Thời lượng: 287 trong (7.290 mm) [30]
- Đường kính: tổng thể: 134 (3.404 mm); [30] fan: 123 (3.124 mm)
- Trọng lượng khô: 16.644 lb [30] (7550 kg)

#### Các thành phần
- Compressor: trục: 1 rộng hợp âm quạt, 3 giai đoạn áp suất thấp, 10 giai đoạn áp lực cao
- Turbine: trục: 6 giai đoạn áp suất thấp, 2 giai đoạn áp lực cao

#### Hiệu suất
- Tối đa lực đẩy: max ở mực nước biển: 93.700 lb f (416,8 kN)
- Tỷ lệ áp suất tổng thể: 42: 1
- Lực đẩy trên trọng lượng tỷ lệ: approx. 5,6: 1

### GE90-115B [ chỉnh sửa mã nguồn ]
GE90-115B dưới một Cathay Pacific777-300ER

#### Đặc điểm chung
- Loại: trục dòng chảy, twin-trục, bắc cầu động cơ phản lực cơ
- Thời lượng: 287 trong (7.290 mm) [31]
- Đường kính: tổng thể: 135 (3,429 m); [31] fan: 128 trong (3,251 m)
- Trọng lượng khô: 18.260 lb (8.283 kg) [31]

#### Các thành phần
- Compressor: trục: 1 rộng hợp âm quét quạt, 4 giai đoạn áp suất thấp, 9 giai đoạn áp lực cao
- Turbine: trục: 6 giai đoạn áp suất thấp, 2 giai đoạn áp lực cao

#### Hiệu suất
- lực đẩy tối đa: max ở mực nước biển: 115.300 lb f (514 kN) ; kỷ lục thế giới đặt ở 127.900 lb f (568,9 kN) trong thử nghiệm 827 feet trên mực nước biển [17] 125.500pound
- Tỷ lệ áp suất tổng thể: 42: 1
- Lực đẩy trên trọng lượng tỷ lệ: approx. 6,3: 1

## Các dẫn xuất [ sửa nguồn ]

### GEnx [ chỉnh sửa mã nguồn ]
Bài chi tiết: General Electric GEnx
Động cơ GEnx đã được phát triển cho Boeing 787 Dreamliner và 747-8, có nguồn gốc từ một biến thể nhỏ hơn lõi của GE90, nhưng có quạt với cánh quạt quét.

### GP7000 [ chỉnh sửa mã nguồn ]
GE Aviation cũng đã thành lập một liên doanh hợp tác với Pratt & Whitney, tên Engine Alliance, theo đó các công ty đã phát triển một động cơ cho Airbus A380, được gọi làGP7000, dựa trên một quy mô 0,72 dòng chảy của lõi GE90-110B / 115B.

### GE9X [ chỉnh sửa mã nguồn ]
Vào tháng 2 năm 2012, GE đã công bố nghiên cứu động cơ nhỏ hơn, được đặt tên là GE9X, động cơ độc quyền của Boeing 777-8X / 9X máy bay. Nó có đường kính quạt giống GE90-115B (128 inch (330 cm)) với một lực đẩy tổng thể giảm 15.800 pound lực (70 kN) xuống 99.500 lbf 99.500 pound (443 kN) mỗi động cơ cho -9X, và giảm hiệu suất tới 88.000 pound (390 kN) cho -8x. Các động cơ mới được kỳ vọng sẽ góp phần tăng 10% hiệu suất nhiên liệu với một kế hoạch 10: 1 và 60: 1 tỷ lệ áp suất tổng thể. A 11-giai đoạn nén áp lực cao mới phát triển một tỷ lệ áp lực của 27: 1 được quy định. [32] [33] [34] [35]
Trong năm 2014, GE cập nhật các thông số kỹ thuật GE9X để tăng lực đẩy cho các 777X từ 102.000 pound (450 kN) 105.000 pound (470 kN). Đường kính quạt cũng được tăng từ 132 inch (335 cm) đến 133,5 inch (339 cm). [36] Các động cơ mới có lá cánh lớn nhất mà GE đã từng sản xuất. [37] [38]
Do công nghệ composite mới, động cơ mới sẽ có ít lá cánh hơn-. Chỉ có 16 lưỡi [ cần dẫn nguồn ]